# 金祚伊
金 祚伊（キム・ジョイ、朝鮮語: 김조이、1904年 - ?）は、日本統治時代の朝鮮の社会主義者、政治活動家。曺奉岩の妻。

## 生涯
日本統治時代の朝鮮で慶尚南道の昌原郡で富裕な家庭に生まれ、桂光学校を卒業後京城府の学校に入学した。
モスクワの東方勤労者共産大学への留学から帰国した1925年、「京城女子青年同盟」という女性団体が組織された。 この時期、金祚伊は朴憲永の妻の朱世竹、弁護士の許憲の娘であり林元根の妻の許正淑と共に、京城地域の左派女性運動を率いる中心人物だった。
第1次朝鮮共産党事件以降、咸鏡南道地域に派遣され、労働運動の末、1934年に検挙された。 その時、咸興地方裁判所で治安維持法違反で懲役3年の刑を言い渡されて服役した。
1924年、当時朝鮮青年総同盟で活動していた曺奉岩と結婚した。 しかし、曺奉岩が1927年に上海で金以玉という別の女性と同棲し、娘ももうけた。曺が1932年に上海で逮捕され収監されていた時に金以玉と死別し、1938年に曺が出獄した後に金祚伊と再会した。のちに夫婦は仁川に定着し、商業で生計を立てた。
太平洋戦争が終戦した後、夫の曺奉岩が政界入りし、金祚伊はこの過程で政治家の妻として内助の役割を果たした。
1950年、朝鮮戦争中のソウルで消息不明となった。家族らは北朝鮮に拉致されたものと主張している。
2008年に大韓民国国家報勲処が建国褒章を授与することを決めた。